# Ueshima Onitsura
Ueshima Onitsura (上島鬼貫?  2 de mayo de 1661 - 2 de agosto de 1738) fue un poeta japonés del Período Edo. Escribió Tomoshibi no kotoba (Palabras de luz). El libro está estructurado en cuatro partes: Primavera, Verano, Otoño e Invierno. Se desvinculó del haiku arcaico. Aunque se considera que Matsuo Bashō es el padre del haiku, según Reginald Horace Blyth «Onitsura compuso el primer haiku de verdad». También es autor de "Hitorigoto" (1718): un ensayo de teoría sobre el haikai en el que introduce el término "makoto" o autenticidad, verdad poética. Es célebre su frase: "No hay haikai sin makoto" Hay traducción desde el inglés del profesor Jaime Lorente .

## Biografía
Fue hijo de un cervecero y se le reconoció desde temprana edad como un niño superdotado. Fue estudiante de Nishiyama Sōin aunque pronto desarrolló su propio estilo. Además de poemas haiku, típico poema japonés de 3 o 4 versos de (5,7,5) sílabas   , ha escrito dos libros de poesía: Hitorigoto (1718) y Nanakuruma (1738).

## Escritos
Con sólo siete años ya escribía:

Koi koi to iedo hotaru ga tonde yuku
Ven, ven, le dije,/ pero la luciérnaga/ se fue volando

El libro (Palabras de luz) empieza con el siguiente haiku:

Harusame no soko o sagasu ya koe no ito
Buscaré hilos de voz/ en el fondo/ de la lluvia primaveral

## Lista de obras
- Palabras de luz (Tomoshibi no kotoba) Antología de haikus traducida por Vicente Haya. Madrid: Miraguano ediciones.
- Hitorigoto (1718). Traducción de Cheryl Crowley ('Putting makoto in práctica: Onitsura 's Hitorigoto "). Monumenta Nipponica 50 (1): 1. ISSN 0027-0741. doi:10.2307/2385278. Consultado el 12 de mayo de 2023. Hay traducción en español: Lorente, J. Hitorigoto. Toledo: sabi-shiori. 2023.
- Nana kuruma (1738)